# Loxoporetes nouhuysii
Loxoporetes nouhuysii är en spindelart som beskrevs av Kulczynski 1911. Loxoporetes nouhuysii ingår i släktet Loxoporetes och familjen krabbspindlar. Inga underarter finns listade i Catalogue of Life.